# Everything Must Go
Everything Must Go is het vierde studioalbum van de Welshe alternatieve rockband Manic Street Preachers uit 1996. Het was het eerste album dat werd uitgebracht na het verdwijnen van bandlid Richey Edwards.
Het album werd een succes, mede dankzij de populariteit van britpop in 1996.

## Overzicht
De muziek staat sterk in contrast tot het vorige album, The Holy Bible, dat een minimalistische en duistere toon had; strijkinstrumenten, blaasinstrumenten en de synthesizer komen regelmatig voor. Nicky Wire neemt voor een groot deel het tekstschrijven van Edwards over, hoewel nog enkele van Edwards' oude teksten gebruikt werden voor het album.

## Tracks
| Nr. | Titel                                    | Duur |
| --- | ---------------------------------------- | ---- |
| 1.  | Elvis Impersonator: Blackpool Pier       | 3:29 |
| 2.  | A Design for Life                        | 4:16 |
| 3.  | Kevin Carter                             | 3:24 |
| 4.  | Enola/Alone                              | 4:07 |
| 5.  | Everything Must Go                       | 3:41 |
| 6.  | Small Black Flowers That Grow in the Sky | 3:02 |
| 7.  | The Girl That Wanted to Be God           | 3:35 |
| 8.  | Removables                               | 3:31 |
| 9.  | Australia                                | 4:04 |
| 10. | Interiors (Song for Willem de Kooning)   | 4:17 |
| 11. | Further Away                             | 3:38 |
| 12. | No Surface All Feeling                   | 4:14 |